# Повалишины
Повали́шины — древний (нетитулованный) рязанский дворянский род.
При подаче документов для внесения рода в Бархатную книгу, была предоставлена родословная роспись Повалишиных, жалованная грамота великого князя Ивана Фёдоровича Рязанского (1427—1456) Семёну Повалише с его детьми Ивану, Григорию и Фролу с освобождением их от повинностей и оброков, а также жалованная вотчинная грамота царя Михаила Фёдоровича Тихону Григорьевичу Повалишину на жеребий деревни Маркино в Перевицком стане Рязанского уезда (1619).
Григорий Повалишин от царя Михаила Фёдоровича за московское осадное сидение пожалован поместьем (1614).
Род Повалишиных внесён в родословные книги губерний: Владимирской (части: II в 1849), Московской (части: II, VI), Новгородской (части: II в 1863, VI в 1893), Рязанской (части: II в 1832, 1836 и 1847, VI в 1793 и 1829), Саратовской, Смоленской (части: VI), Тамбовской, Тверской (части: II в 1849, III в 1845), Тульской (части: VI в 1794 и 1895).

## Описание герба
В основании щита серебряного крепостная стена червлёная с двумя башнями, посредине коих виден до половины воин в латах, держащий в правой руке меч кривой, вверх поднятый, а в левой круглый щит. Геральдический щит увенчан рыцарским шлемом с короною. Нашлемник: согбенная в латах рука с саблею. Намёт на щите серебряный, подбитый червлёным.

## Семейные связи
«Дворяне — все родня друг другу…» А. Блок  (1921)
Афанасьевы, Бахметевы, Беклемишевы, Белаго, Биркины, Вальцовы, Веселкины, Войт, Говоровы, Ершовы // Биографический словарь. — 2000., Захарьины, Кондыревы Архивировано 12 декабря 2012 года., Кормилицыны Архивировано 25 января 2013 года., князья Кропоткины, Маврины, Медемы, Мельгуновы, Михайловы, Пасынковы Архивная копия от 14 октября 2011 на Wayback Machine, Пелепелкины, Победоносцевы, Рославлевы, Сомовы // Биографический словарь. — 2000., Тимофеевы, Чаплыгины, Чуфаровские, Шепелевы, Щепотьевы // Биографический словарь. — 2000.

## Имения представителей рода

#### Белорусская губерния
- Полоцкий уезд: д. Повалишино (в наст.время д. Янковичи Россонского района Витебской области).

#### Владимирская губерния
- Судогодский уезд: с. Пустошки.
- Переславский уезд: с. Семендяйка.

#### Рязанская губерния
- Данковский уезд
- Егорьевский уезд: д. Абрютково, д. Аксёновская (Новая Аксёновская, Старая Аксёновская), д. Андреево, сц. Бобково (Бугор), c. Колионово (Каливоново, Каливаново, Щёткино, Щотково), сц. Нестерово, сц. Марково, д. Пятово, с. Раменское (Раменки, Десятниково).
- Зарайский уезд: д. Аргуново (Аргунова, Колемино), сц. Инякино, сц. Борисково, сц. Буково, д. Ескино, сц. Здешкино, д. Кишкино, сц. Колбаскино (сц. Колбосино-?), д. Косовая (Косовое, Касавое, слободка Косогаева), с. Курово, сц. Леонтьево (по жене), д./сц. Маркино, д. Овечково (сц. Овечкино -?), с. Плуталово, сц. Плуталово (Среднее), с. Прудки, сц. Прямоглядово, с. Рожново, д. Саблино, сц. Старое.
- Пронский уезд: с. Никитское.
- Ряжский уезд: с. Лубянки, д. Деревск (по жене).
- Рязанский уезд: д. Гласково, с. Пущино (по жене, имение Победоносцевых), д. Марьино (по жене, имение Победоносцевых).
- Сапожковский уезд

#### Смоленская губерния
- Сычевский уезд: сц. Васильевское.

#### Тамбовская губерния
- Кирсановский уезд: д. Повалишино (в наст. время д. Васильевка Уметского района Тамбовской области) — в этой деревне в семье дворовых крестьян помещика Афанасьева родился известный русский фотограф Дмитриев, Максим Петрович.
- Козловский уезд: сц. Андреевское (Андреевка), сц. Ильинское (Ильиновка), сц. Васильевское (Васильевка).
- Липецкий уезд: д. Екатериновка (Катеринина).

#### Тульская губерния
- Каширский уезд: с. Зайцево (по жене, имение Щепотьевых), сц. Федоровка (по жене, имение Щепотьевых), сц. Казеново (по жене, имение Щепотьевых).
- Алексинский уезд: с. Кривцово.

## Известные представители рода
- Повалишин, Александр Васильевич (1773—1822) — капитан-командор, кавалер ордена Святого Георгия IV ст., участник русско-шведской войны 1788−1790 годов.
- Повалишин, Александр Дмитриевич (1844—1899) — юрист, историк, земский деятель, руководитель банка.
- Повалишин, Алексей Михайлович (1837—1904) — горный инженер, управляющий Уральской железной дорогой.
- Повалишин, Андрей Васильевич (1760 или 1765 — ?) — генерал-лейтенант, тайный советник, губернатор Астраханской губернии.
- Повалишин, Владимир Михайлович (?—1884) — полковник артиллерии.
- Повалишин, Дмитрий Ильич (1878—1917) — полковник, участник русско-японской и Первой мировой войн, кавалер ордена Святого Георгия.
- Повалишин, Иван Фёдорович (1833—?) — вице-адмирал, участник Крымской войны и польской кампании 1863—1864.
- Повалишин, Илларион Афанасьевич (1739—1799) — вице-адмирал, кавалер орденов Святого Георгия II и IV ст., участник Семилетней войны, герой русско-шведской войны 1788—1790 годов.
- Повалишин, Николай Васильевич (1799—1877) — капитан 2-го ранга.
- Повалишин, Николай Иванович (1867—1917) — капитан 1-го ранга, участник подавления Боксерского восстания.
- Повалишин, Николай Николаевич (1873—?) — ротмистр Отдельного корпуса пограничной стражи, участник Первой мировой войны.
- Повалишин, Николай Фёдорович (1830—1890) — контр-адмирал, кавалер ордена Святого Георгия IV ст., участник Обороны Севастополя 1854—1855 годов.
- Повалишин, Пётр Васильевич (1775—?) — капитан 2-го ранга, участник первой кругосветной экспедиции И. Ф. Крузенштерна и Ю. Ф. Лисянского.
- Повалишин, Пётр Васильевич (1779—1852) — контр-адмирал, генерал-лейтенант, кавалер ордена Святого Георгия IV ст., участник русско-турецкой войны 1806−1812 годов.
- Повалишин, Тихон Григорьевич (?—1634) — воевода, отличившийся в 1618 году во время «Московского осадного сидения».
- Повалишин, Фёдор Васильевич (1775—1857) — полковник, участник русско-турецкой войны 1806—1812 годов.
- Повалишин, Фёдор Никитич (1785 — после 1837) — капитан 2-го ранга.
- Повалишин, Фёдор Фёдорович (1812—?) — капитан-лейтенант, участник 2-х кампаний на Черном и Балтийском морях, предводитель дворянства Зарайского уезда.
- Повалишин, Фёдор Фёдорович (1831—1899) — контр-адмирал.